# Gran Mogol (diamante)
El Gran Mogol es un diamante descubierto en el siglo XVII en la India, su nombre se lo dio el Emperador Mogol Shah Jahan, quien comisionó la construcción del Taj Mahal.

## Historia
El Gran Mogol fue encontrado en 1650 en la mina Kollur en Golconda, India. En bruto 
pesaba 907 ratis (797 5/8 quilates, 159,5 gramos) lo que, indiscutiblemente lo convierte en el diamante más grande jamás encontrado en la India.
El diamante se dio por perdido después de la conquista y pillaje a Delhi por Nadir Shah, el 20 de marzo de 1739.
Hay muchas leyendas sobre el destino del diamante. Algunos creen que es la piedra de la cual se cortó el diamante Koh-i-Noor, o tal vez el Darya-ye-Noor. Pero la más popular es la que especula que el diamante Orlov fue cortado a partir del Gran Mogol, debido a su tono azulado y tipo de corte en rosa, similares ambos a las características del anterior. Una explicación más posible sería que el diamante fue robado y cortado en pequeñas gemas para disfrazar su origen.